# Saba
Saba je nejmenší ze 6 karibských ostrovů, které spadají pod svrchovanost Nizozemského království. Leží v severozápadní části Karibského moře západně od Velkých Antil, patří do severní části Závětrných ostrovů a je součástí Malých Antil. Nejbližšími ostrovy jsou Svatý Martin, Svatý Bartoloměj a Svatý Eustach. Nachází se zde jedna z nejkratších ranvejí na světě, která je dlouhá pouze 396 metrů.

## Historie
Od 10. října 2010 je Saba jedním ze 3 zvláštních správních obvodů Nizozemska. Další jsou ostrovy Bonaire a Svatý Eustach, souhrnné pojmenování pro tyto 3 ostrovy je „Karibské Nizozemsko“. Do té doby byl ostrov v rámci Nizozemského království součástí konstituční země Nizozemské Antily. Hlavním městem je The Bottom.

## Symboly
Saba, součást Karibského Nizozemska, závislého území Nizozemského království, které užívá pouze nizozemské symboly, užívá své vlastní symboly.

### Vlajka
Sabská vlajka je tvořena tvořena listem o poměru stran 2:3. V horních rozích vlajky jsou červené trojúhelníky, v dolních pak modré. V centrální části je bílé pole, ve kterém je umístěna pěticípá žlutá hvězda.

### Hymna
Sabská hymna je píseň Saba Song (nizozemsky Sabalied). Píseň napsala a složila v roce 1960 sestra dominikánka Waltruda (tj. Christina Maria Jeurissen).

## Geografie
Saba leží asi 30 km na jihozápad od ostrova Svatý Martin, jeho průměr je asi 4,5 km o rozloze 13 km². Saba je neaktivní sopka se čtyřmi krátery, které se strmě svažují do moře. Nejvyšší vulkanický kráter je Mount Scenery, jehož nejvyšší bod 877 m nad mořem, a tím je také i nejvyšším bodem Nizozemského království. Ostrov má tropické podnebí a většina ostrova je sekundární tropický prales. K ostrovu patří i neobydlený ostrůvek Green Island na sever od Saby.